# Assembleia do Povo Unido
L'Assembleia do Povo Unido va ser un partit polític de Galícia que es proclamava independentista, socialista i reintegracionista. Va ser format en 1989 després d'escindir-se del Fronte Popular Galega (FPG) un grup situat entorn de Galicia Ceibe-OLN. Li va donar un paper fonamental a la lluita armada com a mitjà d'alliberament nacional i fou el suport polític del Exército Guerrilheiro do Povo Galego Ceive (EGPGC).
Es va dissoldre el 26 de febrer de 1995 després de diversos anys sense a penes activitat, després que l'EGPGC realitzés la seva última acció armada en 1991 i d'obtenir 1.492 vots (0,1%) a les eleccions al Parlament de Galícia de 1993. No obstant l'Assembleia da Mocidade Independentista (AMI), l'organització juvenil de la APU, va continuar la seva activitat política fins a l'actualitat.

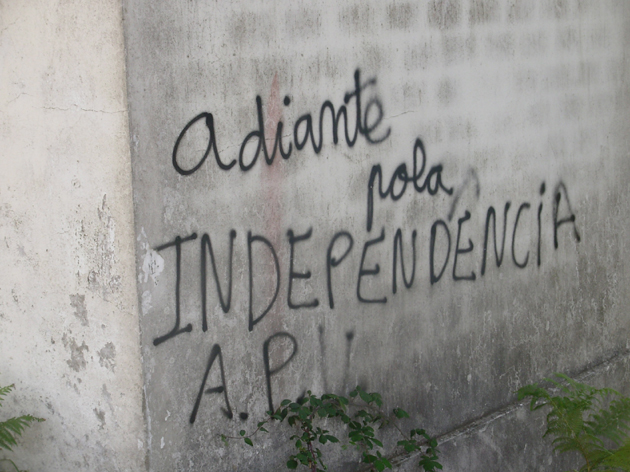
Pintada de l'APU en una paret d'Ares, 1992

## Història
L'APU neix en juny de 1989 a partir d'un FPG en greu crisi, fracturat en dues fraccions enfrontades, en el si d'un moviment independentista gallec en el qual conviuen el FPG, el Partido Comunista de Liberación Nacional o PCLN, l'Exército Guerrilheiro do Povo Galego Ceive o EGPGC, (organització armada), els Comitès Anti-repressius, les Juntas Galegas pola Amnista (JUGA) i les Mulheres Nacionalistes Galegas (MNG).
El 28 i 29 d'octubre de 1989 es realitza a Santiago de Compostel·la l'Assemblea Nacional Constituent de l'APU, que responsabilitza al PCLN de la fractura que patia el FPG i afirmava ser la veu majoritària dins del FPG.
La APU seguia el model clàssic dels moviments d'alliberament nacional del Tercer Món, com va quedar reflectit en la seva tesi política fundacional, que portava per títol "O avance revolucionario como suma da loita política e militar", i en el qual es reivindica la "vigència" de la violència revolucionària com a via per prendre el poder, a partir d'exemples com Cuba, Algèria, Vietnam o Nicaragua.

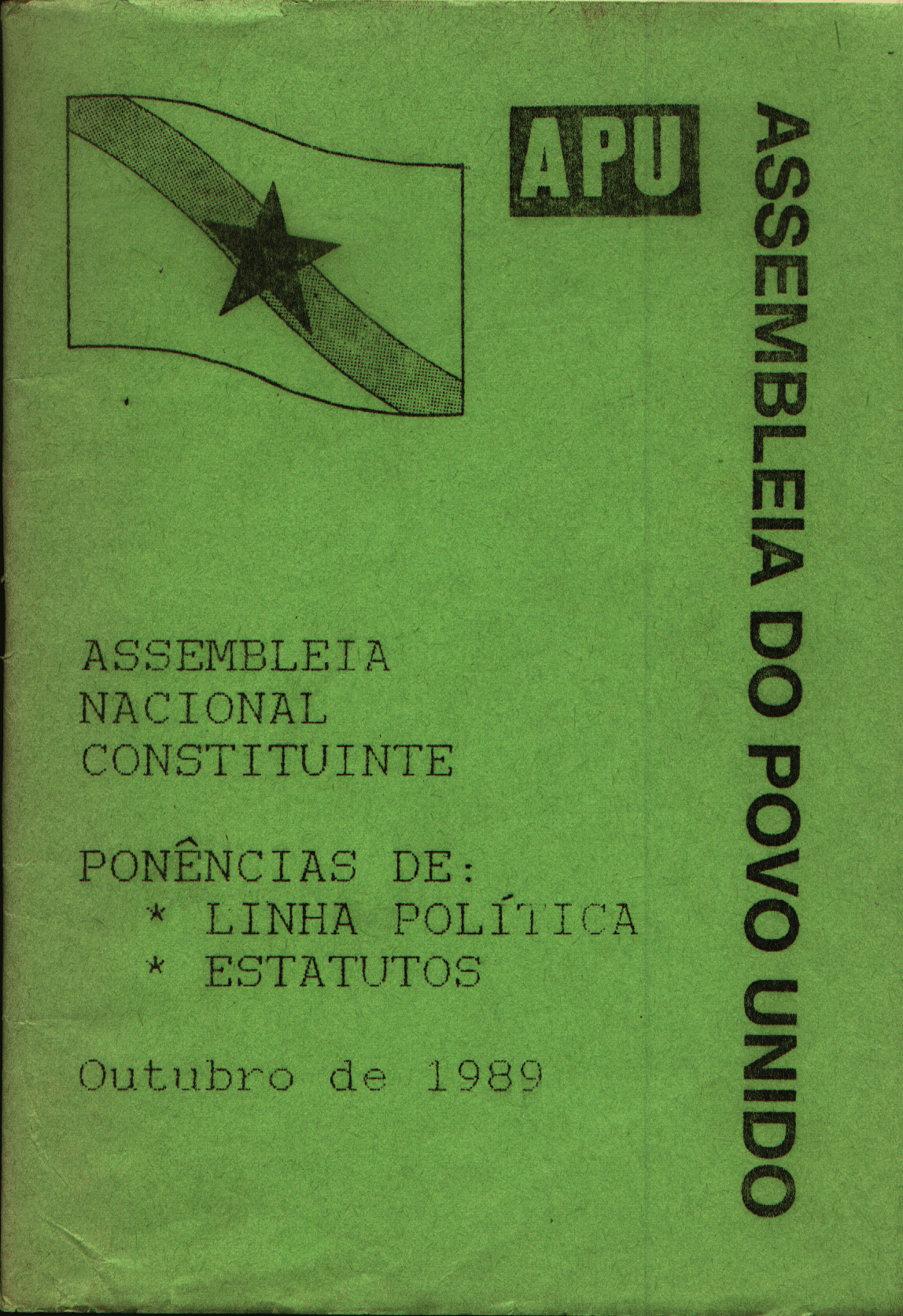
Documents de l'Assemblea Constituent de l'APU, 1989.

Aspirava a la creació d'una "unitat popular" o "Front d'Alliberament Nacional" que aglutinés al conjunt de la classe obrera gallega darrere de la independència i el socialisme, amb la lluita armada jugant un "paper fonamental". Prenia com a principals interlocutors en aquest procés d'alliberament nacional al Bloc Nacionalista Gallec (BNG), al Partit Socialista Gallec-Esquerda Galega (PSG-EG) i al Fronte Popular Galega (FPG).
En el camp lingüístic, la APU defensava el reintegracionisme, això és, la teoria que afirma que el gallec i el portuguès constitueixen un mateix idioma, sense la separació que se li atribueix des del segle xv. També defensava en aquest sentit una diglòssia cap a la llengua gallega.

## Campanyes i activitats polítiques
En 1990 van realitzar una campanya en pro de l'autodeterminació de Galícia. A l'any següent, presentarien candidatures municipals en Santiago de Compostel·la, Ferrol i Vigo, amb el lema "O independentismo aos concellos". Celebren també una Assemblea Extraordinària en la qual es debat la caiguda dels països socialistes d'Europa de l'Est. En 1992, la Intersindical Nacional dos Traballadores Galegos (INTG) expulsa a 11 militants de l'APU sota l'acusació de recolzar l'EGPGC, considerat una organització terrorista. A l'any següent, es realitza la III Assemblea Nacional de l'APU i llança la campanya "Isto non é España", al mateix temps que promou l'abstenció en les eleccions al Congrés dels Diputats del mateix any. En octubre del mateix any, l'APU es presenta a les eleccions al Parlament de Galícia i aconsegueix 1.492 vots. Entre 1994 i 1995 té lloc, en dues parts, la IV Assemblea Nacional de l'APU. En la segona part, celebrada en febrer de 1995, s'aprova la dissolució de l'organització. Dos mesos després, la Justícia rehabilita 2 dels 11 militants de l'APU expulsats de la INTG.
Entre 1989 i 1994, l'APU va convocar manifestacions pel "Dia da Patria Galega", celebrat el 25 de juliol, sota diverses fórmules. En 1989, conjuntament amb el FPG, amb el lema "Independència"; en 1990, convoca conjuntament amb el FPG, la LCR, el PCE(m-l) i el PCPG amb el lema "Autodeterminación, camiño da independencia"; en 1991, en solitari, amb el lema "En loita pola independència"; en 1992, també en solitari ("Adiante pola independência"); en 1993 torna a convocar en solitari ("Porque a Galiza non é Espanya... independencia") i en 1994 convoca el seu últim 25 de juliol amb el lema "A Galiza sen medo berra independencia".
L'APU va editar 11 nombres de la seva revista, Povo Unido, sortint el primer nombre en febrer de 1990 i l'últim en juliol de 1994. En setembre de 1993 va publicar també un "Anteproxecto de Constitución Galega". La persecució policial per la seva simpatia per l'EGPGC va condicionar la trajectòria de l'APU durant els seus cinc anys de vida, com a projecte polític en la societat gallega de finals de la dècada de 1980 i la primera meitat de la dècada de 1990.
Després de l'autodissolució, part de la militància va abandonar l'activitat política. Altres sectors van continuar treballant en els àmbits sindical, feminista, cultural o antirepressiu. Va haver-hi gent que es va incorporar primer al BNG o al FPG, i més tard també a NÓS-UP, després de la seva constitució en 2001.